# Achada Furna
Achada Furna (em Crioulo cabo-verdiano, escrito em ALUPEC: Txada Furna) é uma aldeia na Ilha do Fogo, Cabo Verde.

## Vilas próximas ou limítrofes
- Cova Figueira, este

## Clima
Achada Furna possui um clima de subtropical (BWh, na classificação climática de Köppen-Geiger) com uma curta temporada de chuvas e uma temporada seca que vai de Janeiro a Junho e é caracterizada por ventos constantes (harmatão) vindos do Deserto do Saara.
Apesar do clima desértico, a cidade não sofre grande variações de térmicas, suas temperaturas são moderadas pelo oceano ao redor e pela corrente das Canárias, sendo que a temperatura máxima raramente ultrapassa os 23 °C e a mínima quase nunca abaixa a menos de 13 °C. As chuvas irregulares costumam ocorrer no final do verão e início do outono, sendo que a média anual fica um pouco acima de 350mm.
| Dados climatológicos para Achada Furna | Dados climatológicos para Achada Furna | Dados climatológicos para Achada Furna | Dados climatológicos para Achada Furna | Dados climatológicos para Achada Furna | Dados climatológicos para Achada Furna | Dados climatológicos para Achada Furna | Dados climatológicos para Achada Furna | Dados climatológicos para Achada Furna | Dados climatológicos para Achada Furna | Dados climatológicos para Achada Furna | Dados climatológicos para Achada Furna | Dados climatológicos para Achada Furna | Dados climatológicos para Achada Furna |
| Mês                                    | Jan                                    | Fev                                    | Mar                                    | Abr                                    | Mai                                    | Jun                                    | Jul                                    | Ago                                    | Set                                    | Out                                    | Nov                                    | Dez                                    | Ano                                    |
| -------------------------------------- | -------------------------------------- | -------------------------------------- | -------------------------------------- | -------------------------------------- | -------------------------------------- | -------------------------------------- | -------------------------------------- | -------------------------------------- | -------------------------------------- | -------------------------------------- | -------------------------------------- | -------------------------------------- | -------------------------------------- |
| Temperatura máxima média (°C)          | 19,9                                   | 20,0                                   | 20,7                                   | 21,1                                   | 21,6                                   | 22,2                                   | 22,8                                   | 23,2                                   | 23,7                                   | 23,5                                   | 22,7                                   | 20,6                                   | 21,8                                   |
| Temperatura média (°C)                 | 16,7                                   | 16,5                                   | 17,1                                   | 17,4                                   | 18,1                                   | 18,7                                   | 19,5                                   | 20,2                                   | 20,6                                   | 20,7                                   | 19,4                                   | 17,8                                   | 18,6                                   |
| Temperatura mínima média (°C)          | 13,5                                   | 13,1                                   | 13,5                                   | 13,8                                   | 14,7                                   | 15,3                                   | 16,2                                   | 17,2                                   | 17,5                                   | 17,9                                   | 16,2                                   | 15,0                                   | 15,3                                   |
| Precipitação (mm)                      | 3                                      | 3                                      | 0                                      | 0                                      | 0                                      | 1                                      | 22                                     | 115                                    | 149                                    | 51                                     | 14                                     | 8                                      | 366                                    |
| Fonte: Climate-Data.ORG                |                                        |                                        |                                        |                                        |                                        |                                        |                                        |                                        |                                        |                                        |                                        |                                        |                                        |